# Suppengrün

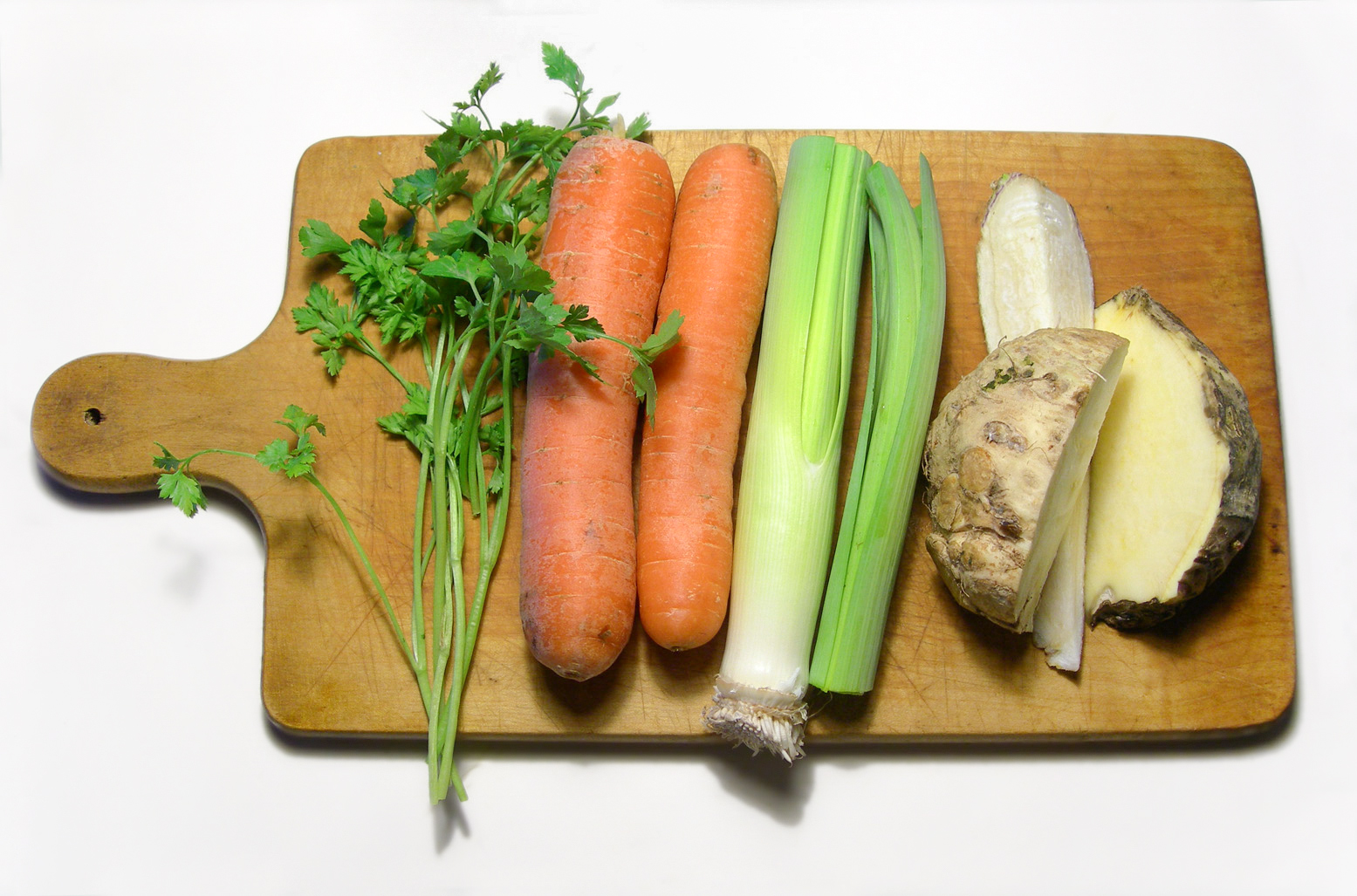
Típico suppengrün de la gastronomía alemana.

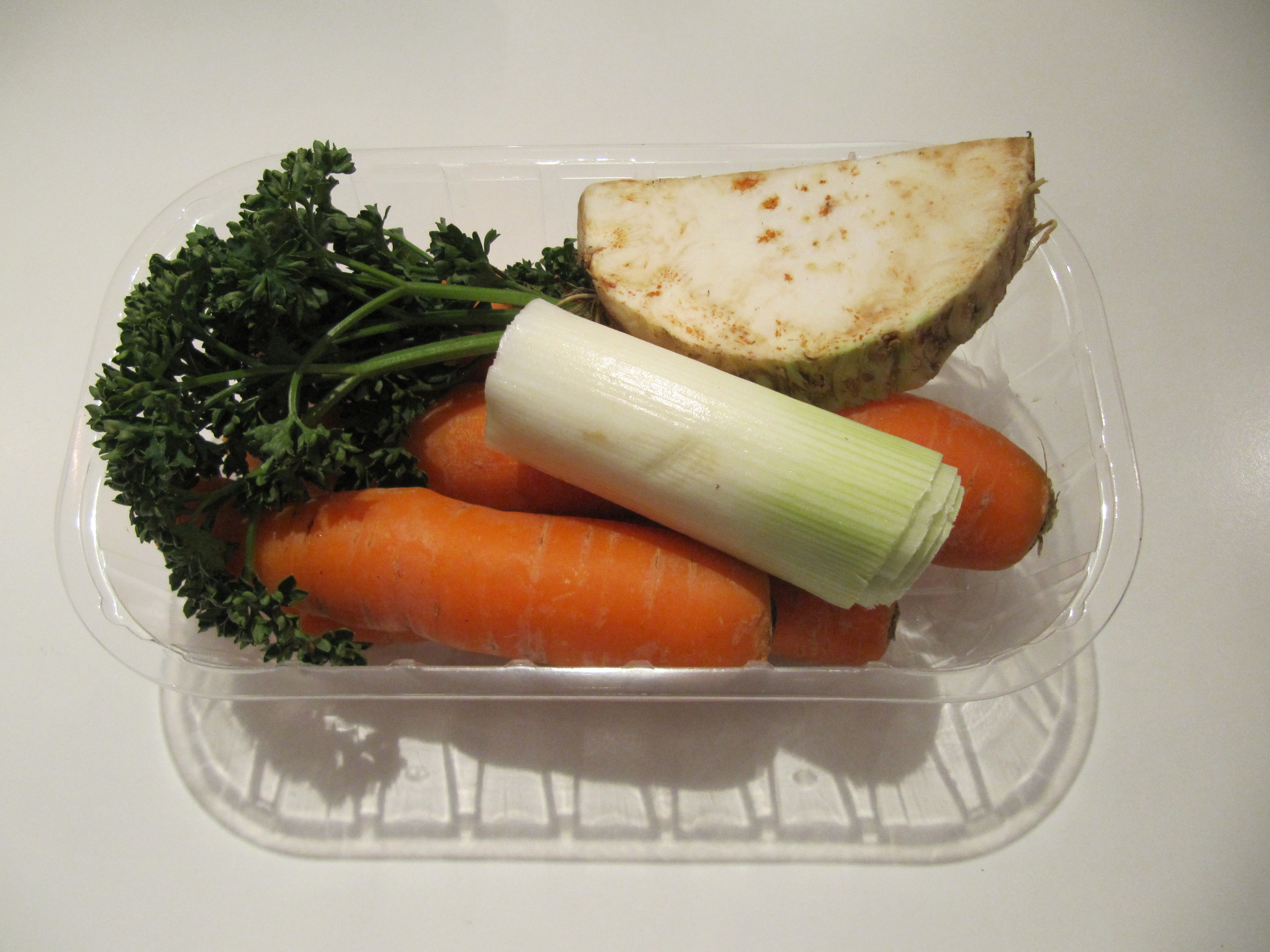
Suppengrün ya empacado, como generalmente se vende en los supermercados alemanes.

El suppengrün (/ˈzʊpm̩ˌɡʁyːn/) significa «verduras verdes» en alemán; el equivalente holandés es el soepgroente. En la actualidad el suppengrün generalmente viene en un paquete y consisten en un puerro, una zanahoria y un trozo de apio. También puede contener perejil, tomillo, hojas de apio, colinabo, raíz de perejil y cebolla.
La mezcla depende de las tradiciones regionales, así como de las recetas individuales. Las verduras utilizadas son raíces y bulbos de clima frío con una larga vida útil. El suppengrün proporciona sabor a la sopa. Los trozos grandes de verduras se cocinan lentamente para hacer sopas y caldos sabrosos, y se retiran cuando han soltado todo su sabor. Los elementos del suppengrün se pican finamente, se doran en alguna grasa y se usan como base para una salsa terminada. Las verduras también se pueden cocinar el tiempo suficiente hasta que se desmoronen, y pueden convertirse en parte de la salsa o en puré para formar la salsa.
- Datos: Q2368164
- Multimedia: Suppengrün / Q2368164